# 李珠珢
李珠珢（：／ Lee Ju-Eun，2004年7月24日—），韓國啦啦隊隊員，現任中華職棒富邦悍將及KBO聯盟LG雙子啦啦隊成員。

## 啦啦隊經歷
2023年擔任「韓國水原電力風暴」、「水原現代建設 Hillstate」、「高陽索諾天空槍手」、「富川韓亞1Q」等4組運動隊伍的所屬啦啦隊成員。
2024年擔任韓國職棒起亞虎主要聯賽的啦啦隊員，6月22日李珠珢在KBO聯賽中的跳起「Bikki Bikki」應援舞，引起熱烈關注。這支舞原本是起亞虎應援團在三振出局時的代表性舞步，搭配鼓聲節奏，以簡單又有力的手勢動作受到全球粉絲喜愛。截至2025年1月，這支舞蹈的相關YouTube Short點閱次數已突破9,200萬，成為各大社群媒體上的超夯話題，11月李珠珢與所屬經紀公司Apex Communications解約，正式結束雙方合作。該消息傳出後，粉絲發現她並未參加韓國系列賽的現場應援，並在KIA奪冠後僅透過社交媒體發布了簡短的勝利標誌，未做進一步表態。
2025年1月22日，中華職棒的富邦悍將在自家社群宣布，李珠珢正式與旗下啦啦隊Fubon Angels簽訂全經紀合約，成為啦啦隊的成員，此次簽約由富邦育樂總經理陳昭如親自促成，並獲得富邦現代生命的全力支持。4月10日韓國職棒LG雙子宣布李珠珢加入旗下啦啦隊，同時在台韓兩地發展。

### 棒球啦啦隊
| 年份   | 隊伍名稱             | 備註       |
| ------ | -------------------- | ---------- |
| 2024   | KBO韓國職棒起亞虎    |            |
| 2025－ | KBO韓國職棒LG雙子    |            |
| 2025－ | CPBL中華職棒富邦悍將 | 全經紀合約 |

### 籃球啦啦隊
| 年份       | 隊伍名稱         | 備註       |
| ---------- | ---------------- | ---------- |
| 2023－2024 | 高陽索諾天空槍手 |            |
| 2023－2024 | 富川韓亞1Q       | 女子籃球隊 |

### 排球啦啦隊
| 年份       | 隊伍名稱               | 備註     |
| ---------- | ---------------------- | -------- |
| 2023－2024 | 韓國水原電力風暴       |          |
| 2023－2024 | 水原現代建設 Hillstate | 女子排球 |

## 外部連結
- 李珠珢的Instagram帳戶
- YouTube上的李珠珢頻道
- 李珠珢的afreecaTV （页面存档备份，存于） 
- 李珠珢的chzzk （页面存档备份，存于）